# Unité urbaine de Rethel
L'unité urbaine de Rethel est une unité urbaine française centrée sur la commune de Rethel, sous-préfecture et troisième ville du département des Ardennes, située dans la région Grand Est.

## Données générales
En 2010, selon l'Insee, l'unité urbaine était composée de trois communes, situées dans l'arrondissement de Rethel.
En 2020, à la suite d'un nouveau zonage, elle est composée des trois mêmes communes.
En 2022, avec 9 857 habitants, elle représente la 3e unité urbaine du département des Ardennes.

## Composition de l'unité urbaine en 2020
Elle est composée des trois communes suivantes :
| Nom                   | Code Insee | Département | Statut       | Superficie (km2) | Population (dernière pop. légale) | Densité (hab./km2) | Modifier                                    |
| --------------------- | ---------- | ----------- | ------------ | ---------------- | --------------------------------- | ------------------ | ------------------------------------------- |
| Rethel (ville-centre) | 08362      | Ardennes    | ville-centre | 18,58            | 7 435 (2022)                      | 400                | modifier les données · modifier les données |
| Acy-Romance           | 08001      | Ardennes    | banlieue     | 11,13            | 490 (2022)                        | 44                 | modifier les données · modifier les données |
| Sault-lès-Rethel      | 08403      | Ardennes    | banlieue     | 6,45             | 1 932 (2022)                      | 300                | modifier les données · modifier les données |

## Évolution démographique
| 1968   | 1975   | 1982   | 1990   | 1999   | 2008   | 2013   | 2019  |
| ------ | ------ | ------ | ------ | ------ | ------ | ------ | ----- |
| 10 068 | 10 858 | 10 939 | 10 462 | 10 414 | 10 065 | 10 106 | 9 850 |

#### Données générales
- Unité urbaine
- Aire d'attraction d'une ville
- Aire urbaine (France)
- Liste des unités urbaines de France

#### Données démographiques en rapport avec l'unité urbaine de Rethel
- Aire d'attraction de Reims
- Arrondissement de Rethel

#### Données démographiques en rapport avec les Ardennes
- Démographie du département des Ardennes
- Liste des unités urbaines du département des Ardennes